# Miloš Suchomel
Miloš Suchomel (5. ledna 1930, Libochovice – 12. ledna 2014, Praha) byl historik umění se zaměřením na barokní sochařství, teoretik památkové péče a restaurátorství, restaurátor. Byl prvním ředitelem Středočeské galerie v roce 1964.

## Život
Studium na reálném gymnáziu v Praze na Strossmayerově náměstí (1941–1946) po válce dokončil na reálném gymnáziu v Křemencově ulici (1946-1949). Jeho přihláška ke studiu umění na FF UK byla roku 1949 zamítnuta. O rok později se přihlásil na dějiny umění na FF UP v Olomouci, ale komise ho přeřadila na tamní Pedagogickou fakultu a Suchomel studium odmítl. V letech 1950–1954 pracoval jako pomocná technická síla Stavební správy ČSD v Praze a v letech 1952–1954 absolvoval povinnou vojenskou službu. Roku 1954 byl přijat ke studiu dějin umění na Filozofické fakultě UK v Praze, kde roku 1959 obhájil diplomovou práci.
Po ukončení studia pracoval jeden rok v KDO Prahy 5 a od roku 1960 byl odborným pracovníkem Střediska státní památkové péče a ochrany přírody Středočeského kraje (SSPPOPSK). Zároveň připravil založení Středočeské galerie a spolu se svými spolupracovníky realizoval řadu výstavních projektů v kulturních domech. Na jeho popud Středočeský kraj vyčlenil Středočeskou galerii z SSPPOPSK jako samostatnou instituci a Suchomel byl v lednu 1964 jmenován jejím ředitelem. Kvůli připravované výstavě Roberta Piesena, jehož obrazy se zdály tiskovému dozoru a poté schvalujícímu orgánu (Odbor školství a kultury SKNV) "příliš abstraktní a nesrozumitelné", byl v červenci téhož roku po sedmi měsících působení ve funkci odvolán a výstava zakázána.
Suchomel nadále působil v Středisku státní památkové péče a ochrany přírody Středočeského kraje (SSPPOPSK) jako samostatný odborný pracovník, v letech 1973–1974 jako vedoucí odboru památkové péče, v letech 1983–1988 jako vedoucí oddělení architektury a uměleckých děl. Roku 1966 připravil otevření středočeského lapidária v Mnichově Hradišti, kde jsou soustředěny barokní sochy Josefa Jiřího Jelínka a jeho rodinné dílny. Během působení v SSPPOPSK a později SÚPP v Praze absolvoval dvě resortní odborné atestace a roku 1989 mu byl přiznán 1. vědeckotechnický kvalifikační stupeň.
Od roku 1988 působil jako samostatný výzkumný pracovník, od roku 1999 jako člen vědecké rady Státního ústavu památkové péče, od roku 2003 v ústředním pracovišti Národního památkového ústavu v Praze.

## Dílo
Miloš Suchomel na počátku 60. let vytvořil koncepci budoucí Středočeské galerie. V době, kdy se v oficiálním hodnocení výtvarného umění stále uplatňovaly direktivní teze z 50. let, bylo obtížné obhájit nákup nejen moderního nefigurativního umění, ale i české předválečné moderny. Suchomel se svou kolegyní Olgou Preisnerovou navštěvoval ateliéry neoficiálních a pro komunistický režim nežádoucích umělců (Piesen, Boštík, Istler, Janošek, Balcar, Fremund, Valenta, Veselý, Koblasa, aj.) a za pomoci Miroslava Lamače, který byl v letech 1961–1962 předsedou nákupní komise, prosadil nákupy některých děl. Zároveň se mu podařilo ze soukromých sbírek zakoupit díla Emila Filly, Josefa Čapka, V. Špály, R. Kremličky, F. Muziky, P. Kotíka, F. Grosse, aj.).
Po založení Středočeské galerie se stal od ledna jejím prvním ředitelem a v březnu 1964 sem bylo převedeno 2825 děl ze Střediska státní památkové péče a ochrany přírody Středočeského kraje (SSPPOPSK). V předchozím roce byl příkazem MK vyčleněn soubor děl z Národní galerie, vesměs autorů, které komunistický režim považoval z různých důvodů za politicky či jinak nevyhovující, ze kterých se podařilo pro Středočeskou galerii získat řadu kvalitních děl.
Po odvolání z funkce ředitele se Miloš Suchomel ve Středisku státní památkové péče a ochrany přírody Středočeského kraje (SSPPOPSK) věnoval teoretickým studiím z oboru restaurování. Podrobně se zabýval barokním sochařstvím a rodinnou dílnou Jelínků z Kosmonos nebo sochařským dílům Matyáše Bernarda Brauna v Kuksu. Podílel se na výzkumnému projektu Morové sloupy v českých zemích (1995–2010), jehož hlavním řešitelem byl Vratislav Nejedlý. Publikoval desítky odborných statí v časopisech Památková péče, Umění, Památky a příroda, Zprávy památkové péče, Ateliér, Kámen, Průzkumy památek a ve sbornících z konferencí. Byl autorem některých hesel v Nové encyklopedii českého výtvarného umění.